# Fatou la Malienne
Fatou la Malienne (französisch für ‚Fatou die Malierin‘) ist ein französisches Fernseh-Drama unter Regie von Daniel Vigne. Er wurde am 14. März 2001 bei France 2 erstausgestrahlt.

## Handlung
Fatou hat gerade ihr Abitur gemacht, denkt aber nicht daran zu studieren. Sie hat eine klare Vorstellung von ihrer Zukunft: Sie will Modefriseurin werden. Mittlerweile arbeitet sie erfolgreich in einem Friseursalon in der Nachbarschaft.
Ihre Eltern machen sich jedoch umso mehr Sorgen um ihre Zukunft und eine vorteilhafte Verheiratung. Sie zögern nicht und gehen auf die Suche nach einem Ehemann für Fatou. Während die Vorbereitungen laufen, versucht die Familie, das junge Mädchen vom Unvermeidlichen zu überzeugen.

Die Fortsetzung Fatou, l’espoir (dt.: „Fatou, die Hoffnung“) wurde 2003 gedreht.

## Auszeichnungen
- Festival international des programmes audiovisuels de Biarritz (FIPA) 2001: FIPA d’or
- Sept d’or 2001: Bester Fernsehfilm
- Emmy 2001: Bestes Drama